# Сейсмостійкі конструкції

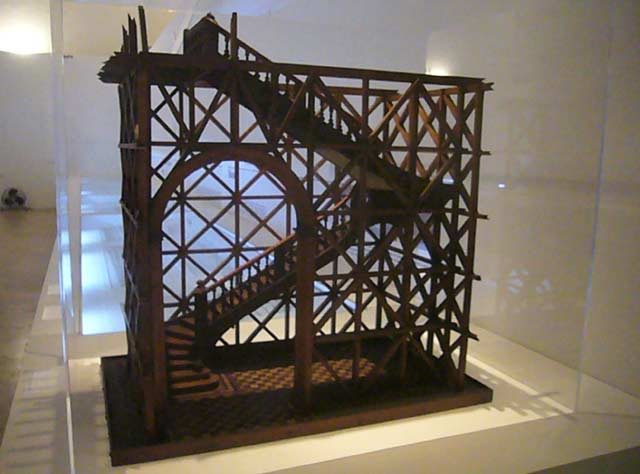
Модель помбалінової клітки, архітектурної, сейсмостійкої дерев’яної споруди, розробленої в Португалії у XVIII столітті для реконструкції центру Лісабона після руйнівного лісабонського землетрусу 1755 року.

Сейсмостійкі або асейсмічні конструкції призначені для захисту будівель певною або більшою мірою від землетрусів. Хоча жодна конструкція не може бути повністю захищена від пошкоджень від землетрусів, метою сейсмостійкого будівництва є спорудження конструкцій, які краще витримують сейсмічну активність, ніж їх звичайні аналоги. Відповідно до будівельних норм, сейсмостійкі конструкції призначені для того, щоб витримати найсильніший землетрус певної ймовірності, який може статися в місці їх розташування. Це означає, що втрата людських життів повинна бути зведена до мінімуму шляхом запобігання обвалу будівель під час рідкісних землетрусів, тоді як втрата функціональності повинна бути обмежена під час більш частих.
Для боротьби з руйнуванням внаслідок землетрусу єдиним доступним для стародавніх архітекторів способом було побудувати свої визначні споруди, щоб вони довговічні, часто роблячи їх надмірно жорсткими та міцними.
Наразі існує кілька філософій проектування у сейсмотехніці, які використовують результати експериментів, комп’ютерне моделювання та спостереження за минулими землетрусами, щоб запропонувати необхідну продуктивність для сейсмічної загрози на цікавому місці. Вони варіюються від відповідного розміру конструкції, щоб вона була достатньо міцною та пластичною, щоб витримати струшування з прийнятним пошкодженням, до оснащення її базовою ізоляцією або використання структурних технологій контролю вібрації для мінімізації будь-яких сил і деформацій. У той час як перший метод зазвичай застосовується в більшості сейсмостійких конструкцій, важливі об’єкти, визначні пам’ятки та будівлі культурної спадщини використовують більш просунуті (і дорогі) методи ізоляції або контролю, щоб витримати сильні тремтіння з мінімальними пошкодженнями. Прикладами таких застосувань є Собор Богоматері Ангелів і Музей Акрополя. 

## Тенденції та проекти

### Будівельні матеріали
На основі досліджень у Новій Зеландії, пов’язаних із землетрусами в Крайстчерчі, збірний залізобетон, розроблений і встановлений відповідно до сучасних норм, показав хороші результати. За даними Науково-дослідного інституту сейсмотехніки, під час землетрусу у Вірменії збірні панельні будинки мали хорошу міцність у порівнянні зі збірними каркасними панелями.

### Комбіноване рішення для контролю вібрації

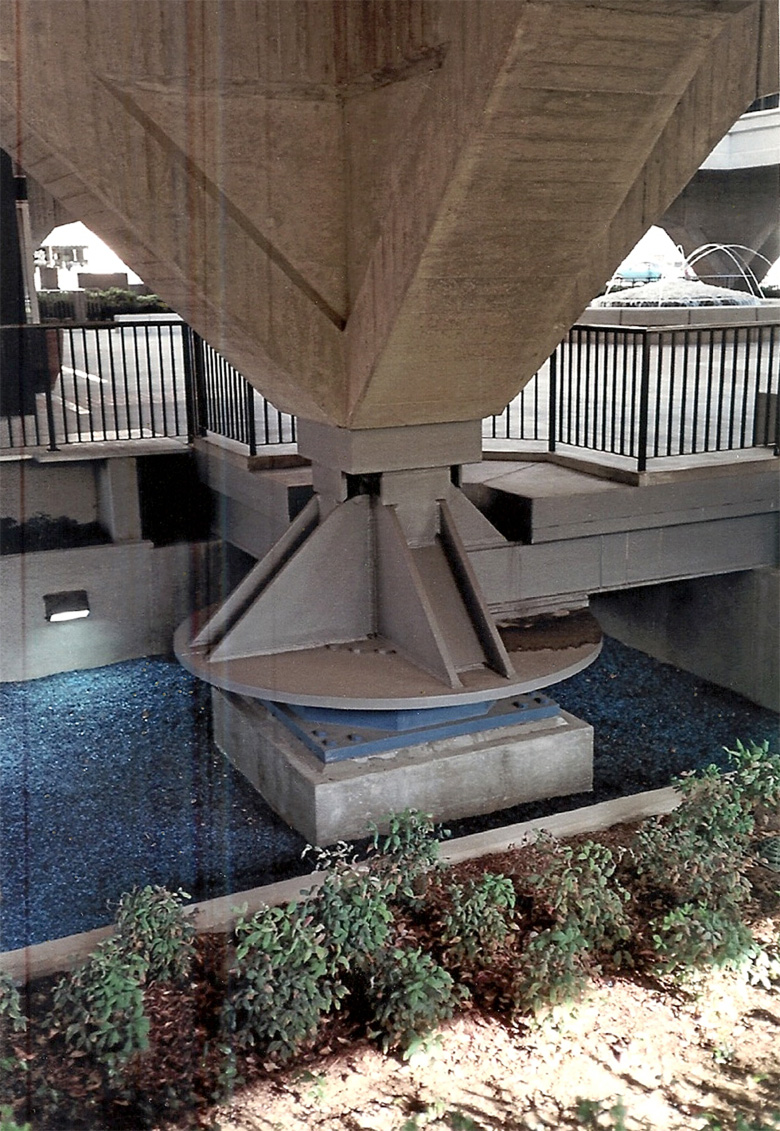
Крупний план опори модернізованої будівлі муніципального господарства в Глендейлі, Каліфорнія

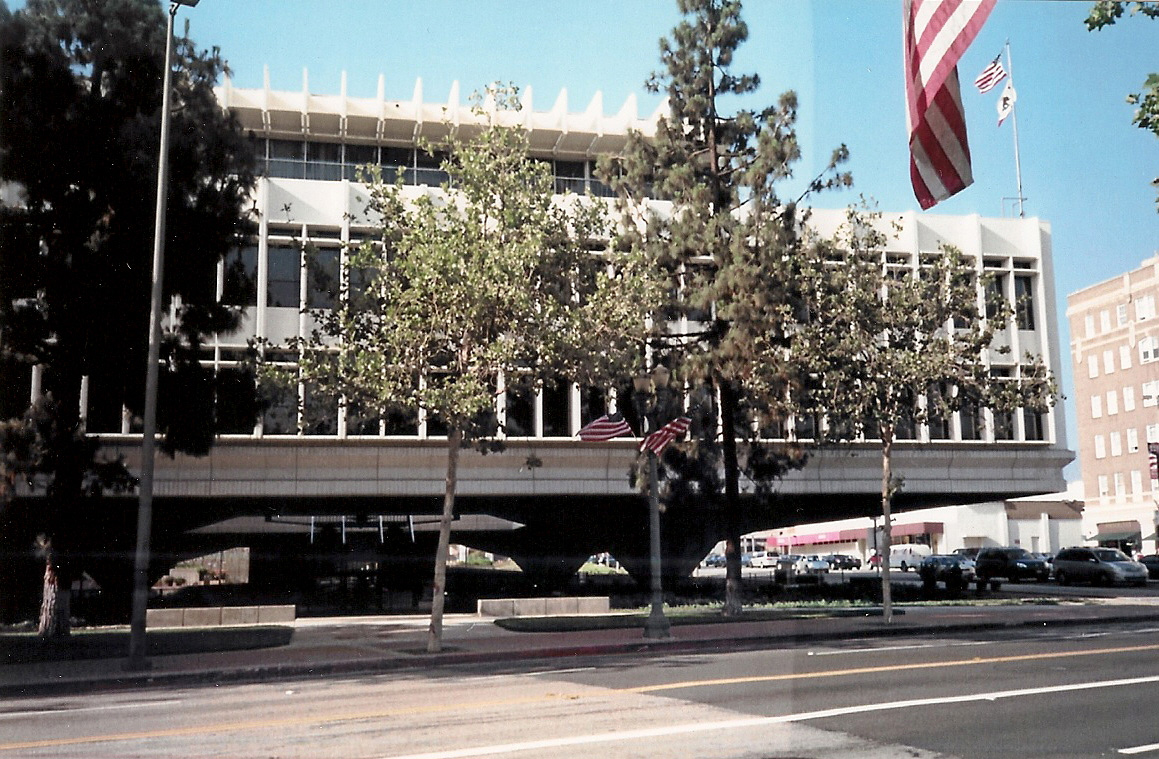
Сейсмічно модернізована будівля муніципального обслуговування в Глендейлі

Будівлю муніципальних служб за адресою 633 East Broadway, Глендейл, спроектовану архітектором Меррілом В. Бердом з Глендейла, який працював у співпраці з AC Martin Architects з Лос-Анджелеса, було завершено в 1966 році. Ця громадська будівля, розташована на розі Східного Бродвею та Глендейл-авеню, служить геральдичним елементом міського центру Глендейла.

### Система сталевих стінок

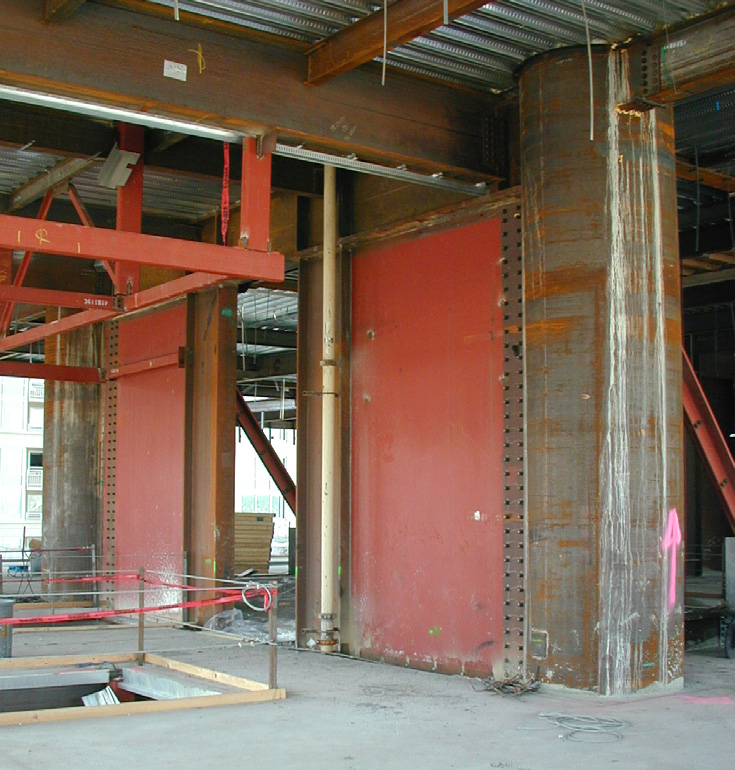
З’єднані сталеві пластини зсуву, Сіетл

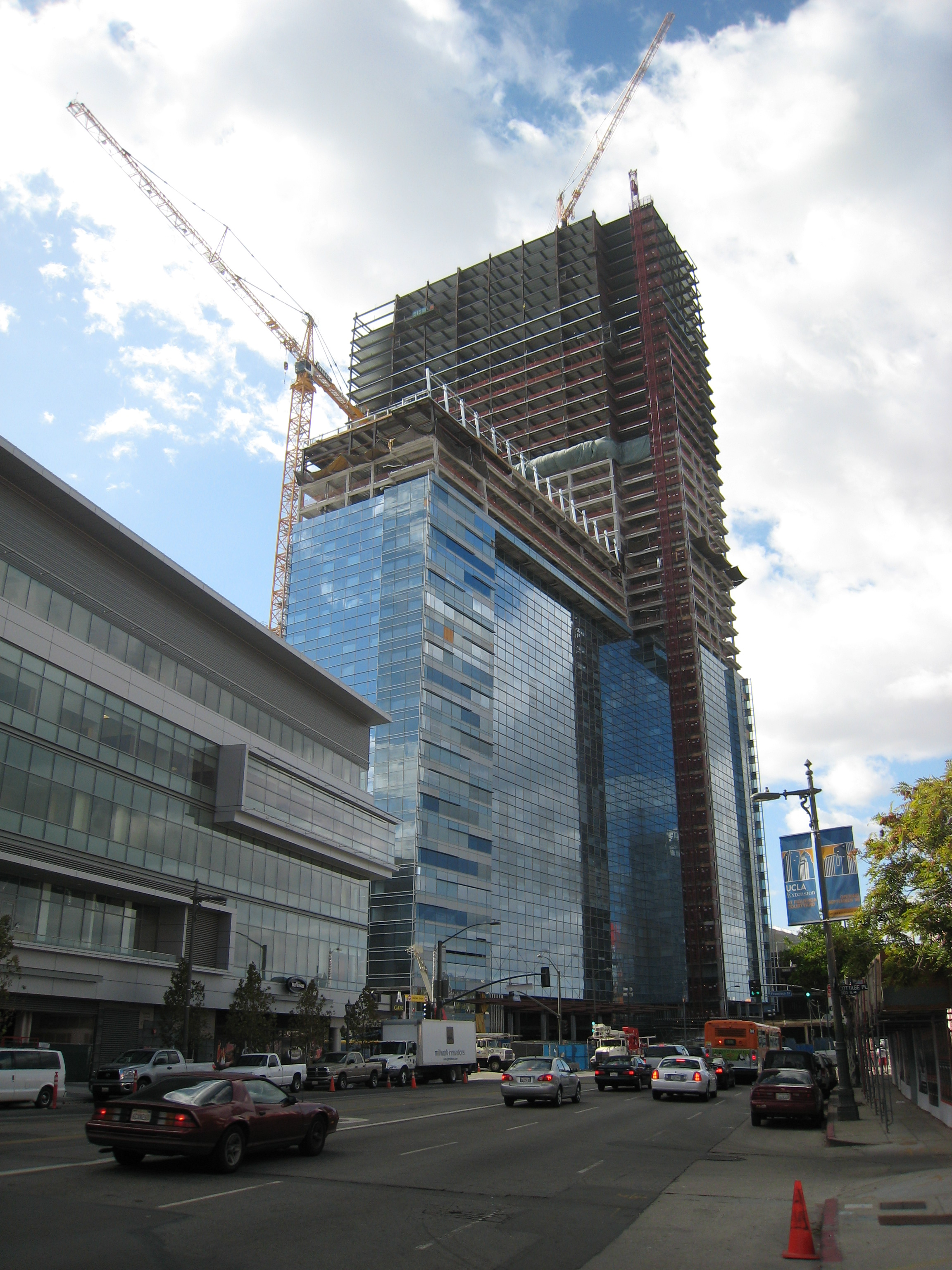
Будівля готелю Ritz-Carlton / JW Marriott із передовою системою зсувних стін зі сталевих пластин, Лос-Анджелес

Зсувна стіна зі сталевих пластин (SPSW) складається із сталевих заповнювальних плит, обмежених системою колона-балка. Коли такі заповнювальні пластини займають кожен рівень усередині каркасної секції конструкції, вони становлять систему SPSW. У той час як більшість сейсмостійких методів будівництва адаптовано зі старих систем, SPSW був винайдений повністю, щоб протистояти сейсмічній активності.